# Liborio Liguori
Liborio Liguori (San Costantino Albanese, 24 febbraio 1950) è un ex calciatore italiano, di ruolo difensore.

## Carriera
Inizia la sua carriera nelle giovanili della Roma, con cui fa il suo esordio in prima squadra alla penultima giornata della Serie A 1969-1970 contro la Juventus. In sei anni con la squadra capitolina accumula 56 presenze e 4 reti. Abitava al quartiere Trionfale e suo padre Nicola era il suo primo fan, ma faceva il tifo per lui anche come futuro medico. Si diceva che peccasse di immodestia e che fosse raccomandato da Anzalone. In realtà, un duro infortunio al menisco ne limitò il rendimento e la sicurezza nei contrasti. Nel 1975 viene ceduto al Bari. Termina la carriera alla Viterbese prima e al Casalotti poi.

## Palmarès

### Competizioni internazionali
- Coppa Anglo-Italiana: 1

Roma: 1972